# Готтшальк, Тимо
Тимо Готтшальк (нем. Timo Gottschalk) — немецкий автоспортсмен, штурман в ралли-рейдах и классическом ралли. В 2011 году вместе с Нассером Аль-Аттией одержал победу в ралли-марафоне Дакар на автомобиле VW Race Touareg II.

## Биография

### Начало карьеры
Тимо Готтшальк начал свою карьеру гоночного штурмана в 1995 году с участия в местных соревнованиях на стареньком Trabant 601. Очень скоро он, автомобильный инженер по образованию, решил сделать своё хобби — гонки — профессией и сконцентрировался на ралли. Сезон 1997 года Готтшальк вместе с пилотом Михаэлем Нойшеффером (Michael Neuschäfer) провел в команде DD-Team, выступая в Чемпионате Германии по ралли на Ford Escort.
В свои первые годы в автоспорте, не имея постоянного места в какой-либо из команд (в DD-Team Готтшальк провел лишь один сезон), он набирается опыта, время от времени участвуя в соревнованиях на разных автомобилях, с разными пилотами.
В 1999 году Тимо Готтшальк впервые принимает участие в одном из этапов Чемпионата Мира по ралли, ралли Корсики. В качестве штурмана  Никласа Бирра (Niklas Birr) на автомобиле SEAT Ibiza Cupra. Двумя годами позже Готтшальк получает постоянное место в немецкой команде Mohe Rallyesport. Вместе с пилотом Карстеном Моэ (Carsten Mohe) он проводит сезон в Чемпионате Германии по ралли на автомобиле Renault Mégane Maxi. Их экипаж заканчивает сезон вторым в своем классе и четвёртым в абсолюте.
В 2004 команда Red Bull Rallye приглашает Готтшалька стать штурманом сразу для двух молодых пилотов – Андреаса Айгнера (Andreas Aigner) и Кирина Мюллера (Quirin Müller), на Mitsubishi Lancer Evo 8. Кроме того, вместе с Армином Кремером (Armin Kremer) Готтшальк участвует в  Чемпионате Азиатского и Тихоокеанского региона по ралли, по итогам которого их экипаж занимает второе место. Следующие два года Готтшальк продолжает работать для команды Red Bull Rallye, принимая участие в гонках Чемпионата Европы и Чемпионата Мира по ралли вместе с пилотом Андресом Айгнером.

### Ралли-рейды
В 2007 году Тимо Готтшальк решает попробовать свои силы на ралли «Дакар». Вместе с Дитером Деппингом (Dieter Depping) и Торстеном Гольдбергом (Thorsten Goldberg) на гоночном грузовике MAN команды Volkswagen Motorsport он принял участие в 29м ралли-марафоне (Лиссабон-Дакар). 
Это стало поворотным моментом в карьере Готтшалька.
После "Дакара" 2007 года Готтшальк вместе с пилотом Дитером Деппингом проводит год, готовясь к следующему ралли-марафону, тестируя и улучшая для команды Volkswagen гоночный внедорожник Race Touareg. Но вследствие терактов в Мавритании накануне гонки организаторы ралли ASO (Amaury Sport Organisation) объявляют об отмене "Дакара" 2008.

 Год работы и идеальной подготовки к ралли на Рейс Туареге для меня и Дитера Деппинга ушел впустую.
Оригинальный текст (нем.)Ein Jahr Arbeit und eine perfekte Vorbereitung der Rallye, bei der Dieter Depping und ich im VW Race Touareg starten sollten, waren umsonst.
— Т.Готтшальк, персональный сайт, "Was bisher geschah»
 Взамен несостоявшегося ралли-рейда, ASO организовывает Ралли Центральной Европы (Central Europe Rally), состоящее из семи этапов, протяженностью более 1000 км, по итогам которого Деппинг с Готтшальком завоевывают третье место. Далее год проходит в тестах и подготовках к ралли «Дакар» 2009.
Дакар 2009

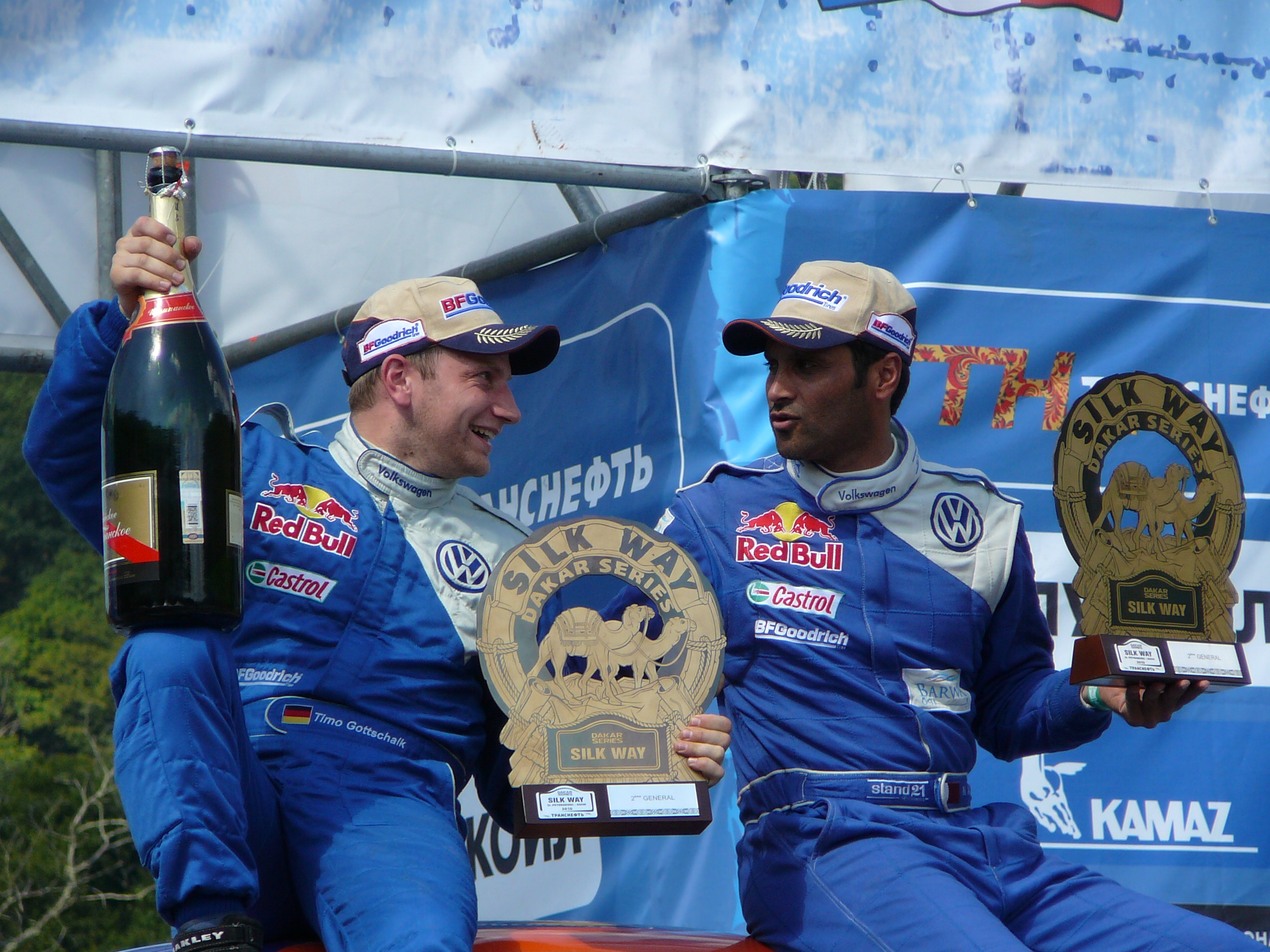
Тимо Готтшальк и Нассер Аль-Аттия на ралли Шелковый Путь 2010

Этот Дакар, 30й по счету ралли-марафон, впервые в истории был проведен в Южной Америке, по маршруту Буэнос-Айрес (Аргентина) — Вальпараисо (Чили) — Буэнос-Айрес (Аргентина). Экипаж Деппинг/Готтшальк по итогам гонки занял 6 место. После чего команда VW Motorsport подписала контракт с новым пилотом, катарцем Нассером Аль-Аттией, который до этого выступал в частной немецкой команде – Х-Raid, на BMW. С ним Готтшальк в том же году принимает участие в ралли Dos Sertoes, в Бразилии, и ралли-рейде Шелковый Путь (Россия-Казахстан-Туркменистан). На финальном этапе ралли Шелковый Путь 2009 экипаж Аль-Аттия/Готтшальк лидировал в общем зачете, но из-за аварии буквально на последних километрах гонки остался ни с чем. Победу одержал другой экипаж команды Volkswagen Motorsport - К.Сайнс/Л.Круз.
2010 год

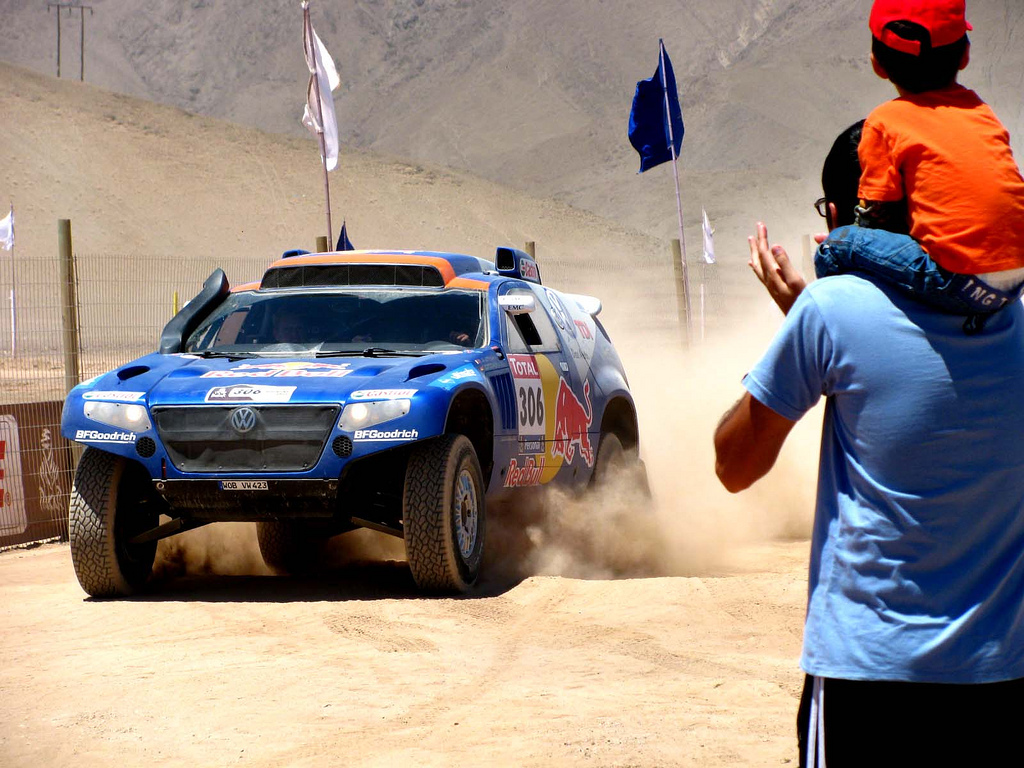
Готтшальк и Аль-Аттия на Дакаре 2010

В следующем году, на Дакаре 2010 года, экипаж Сайнс/Круз снова стал основным конкурентом Аль-Аттии и Готтшалька в борьбе за победу в ралли-марафоне. После 14 этапов и почти 5000 км спецучастков разница в результатах экипажей составила всего 2 минуты 12 секунд! Таким образом, Карлос Сайнс одержал победу на Дакаре 2010, оставив катарско-германский экипаж довольствоваться вторым местом. В этом же году Готтшальк вместе с Аль-Аттией принял участие в ралли-рейде Шелковый Путь 2010, где их экипаж также занял второе место, а экипаж К.Сайнс/Л.Круз- первое.
Победа на "Дакаре" 2011
Цель Аль-Аттии и Готтшалька на ралли "Дакар" 2011 года была очевидной - взять реванш у Сайнса. И им это удалось. Во второй половине марафона они сумели обйти своего главного конкурента, возглавить общий зачет и сохранить лидерство до конца гонки.
После этой победы команда Volkswagen Motorsport заявила о закрытии своего проекта в ралли-рейдах и переходе в WRC.
2012 год
Сезон 2012 года Готтшальк провел в IRC на Skoda Fabia 2000S с немецким юниором Зеппом Вигандом (Sepp Wiegand). Кроме того, Готтшальк продолжил свою работу в команде Volkswagen в качестве координатора и тест-штурмана для раллийного VW Polo WRC. Из-за занятости в классическом ралли Готтшальк отклоняет предложение Нассера Аль-Аттии об участии в Дакаре 2012 на Hummer H3 (Team SPEED). Вместо Готтшалька штурманом катарца становится Лукас Круз, который до этого на Дакаре был напарником Карлоса Сайнса.
2013 год
Тимо Готтшальк принимает предложение принять участие в Дакаре 2013 вместе с Карлосом Сайнсом на багги (Demon Jefferies Buggy) за команду Qatar Red Bull Rally. Но с первых же дней марафона экипаж преследовали технические проблемы. Уже на шестом этапе гонки багги Сайнса сходит из-за серьёзных неполадок в автомобиле.
Вместе с Карлосом Сайнсом Готтшальк переходит в команду SMG Red Bull Rally.

В 2011-2010 мы боролись друг против друга. Возможно, теперь пришло время вместе побеждать. Хорошая история получится. Оригинальный текст (англ.)"In 2011-2010 we were fighting against each other. Now may be it's the time to win together. It will be a nice story."
— Тимо Готтшальк, из интервью перед ралли "Дакар" 2014
2014 год
Экипаж К.Сайнс/Т.Готтшальк принимает участие в ралли-рейде "Дакар" 2014 на SMG Buggy, построенным французским конструктором Филиппом Гашем (Philippe Gache). На четвёртом спецучастке их багги показывает лучшее время дня в своем зачете, но дальше гонка складывается для испанско-немецкого экипажа не лучшим образом. На пятый день ралли-рейда экипаж получает пенализацию +1 час за пропущенную контрольную точку. На лиазоне 10 СУ экипаж Сайнс/Готтшальк попадает в аварию. И пилот и штурман отделываются легкими ушибами, но автомобиль поврежден настолько, что дальнейшее участие в гонке оказывается невозможным.

### Ралли-марафон «Дакар»
| Год  | №             | Штурман          | Команда                   | Автомобиль                   | Место |
| ---- | ------------- | ---------------- | ------------------------- | ---------------------------- | ----- |
| 2017 | 306           | Язид Аль-Ражи    | X-Raid                    | JOHN COOPER WORKS RALLY MINI | ?     |
| 2016 | 305           | Язид Аль-Ражи    | Yazeed Racing             | Toyota                       | 11    |
| 2015 | 325           | Язид Аль-Ражи    | Yazeed Racing             | Toyota                       | Сход  |
| 2014 | 303           | Карлос Сайнс     | SMG Red Bull Rally Team   | SMG Buggy                    | Сход  |
| 2013 | 303           | Карлос Сайнс     | Qatar Red Bull Rally Team | Demon Jefferies Buggy        | Сход  |
| 2012 | не участвовал |                  |                           |                              |       |
| 2011 | 302           | Нассер Аль-Аттия | Volkswagen Motorsport     | Volkswagen Race Touareg 3    | 1     |
| 2010 | 306           | Нассер Аль-Аттия | Volkswagen Motorsport     | Volkswagen Race Touareg 2    | 2     |
| 2009 | 307           | Дитер Деппинг    | Volkswagen Motorsport     | Volkswagen Race Touareg 2    | 6     |
| 2007 | 552           | Дитер Деппинг    | Volkswagen Motorsport     | Race-Truck MAN               | 26    |